# Кярсямякі (Турку)
Кярсямякі (фін. Kärsämäki — один з районів міста Турку, що входить до територіального округу Руносмякі-Рауністула і частково до округу Маар-Пааттінен.

## Географічне положення
Район розташований на північ від центральної частини Турку.

## Населення
У 2004 чисельність населення району становила 2021 осіб, з яких діти молодше 15 років — 14,35 %, а старше 65 років — 18,46 %. Фінською мовою як рідною володіли 97,33 %, шведською — 1,83 %, а іншими мовами — 0,84 % населення району.